# Represa do Broa

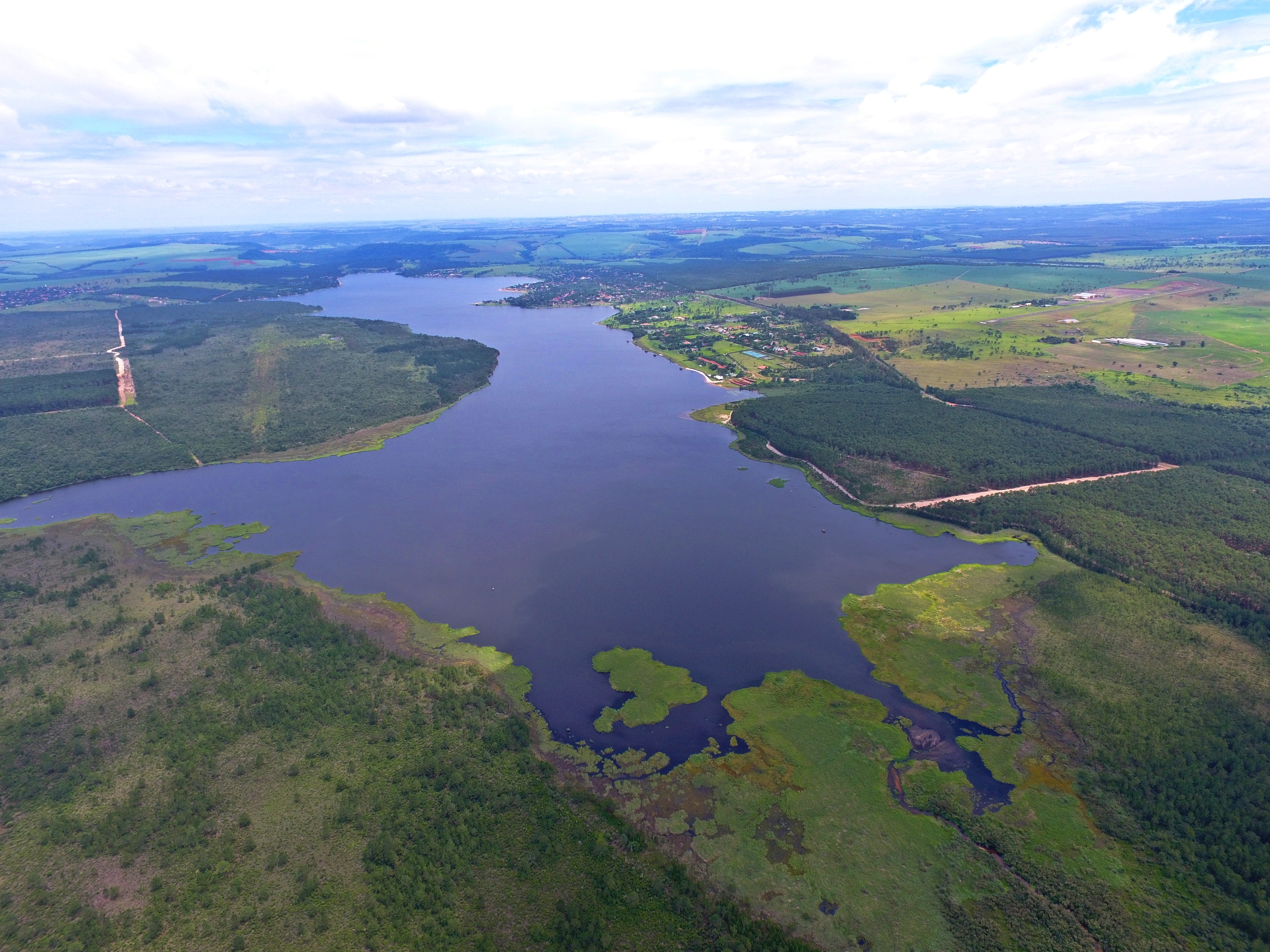
Represa do Broa, mostrando, em primeiro plano, a Estação Ecológica (à esquerda) e a Estação Experimental de Itirapina (à direita)

A represa do Broa, ou represa do Lobo, no rio do Lobo está localizada no municípo de Itirapina, estado de São Paulo.
A bacia hidrográfica do reservatório do Lobo é originada pela captação artificial dos ribeirões: Lobo e Itaqueri, e pelos córregos do Geraldo e das Perdizes.
A represa foi construída como reservatório para a Usina Hidrelétrica do Lobo, inaugurada em 1936. É também um dos atrativos naturais da região, e recebe milhares de turistas nos finais de semana que vão em busca de descanso, lazer e recreação, em pescarias, passeios de barco, prática de esportes náuticos, vôlei de praia e camping. A orla da represa, conta com uma boa infra-estrutura: sanitários públicos, telefone, salva-vidas, polícia militar, pronto socorro, igreja, bares, estacionamento e marina.
Possui um clube social com boa infra-estrutura o Iate Clube São Carlos (desativado desde 2012), além do Balneário Santo Antonio.
No local está o Centro de Recursos Hídricos e Ecologia Aplicada (CRHEA) da Escola de Engenharia de São Carlos (USP) do campus I de São Carlos, e juntamente com esse departamento há um pequeno aeroporto.
A origem do nome "Broa" é incerta. Segundo relatos populares, no passado, haveria uma senhora que vendia broas de milho no local. Outra explicação afirma que o nome seria uma corruptela de "Abreu", em referência à família Abreu Sampaio.